# Kloster der Heiligen Konstantin und Helena

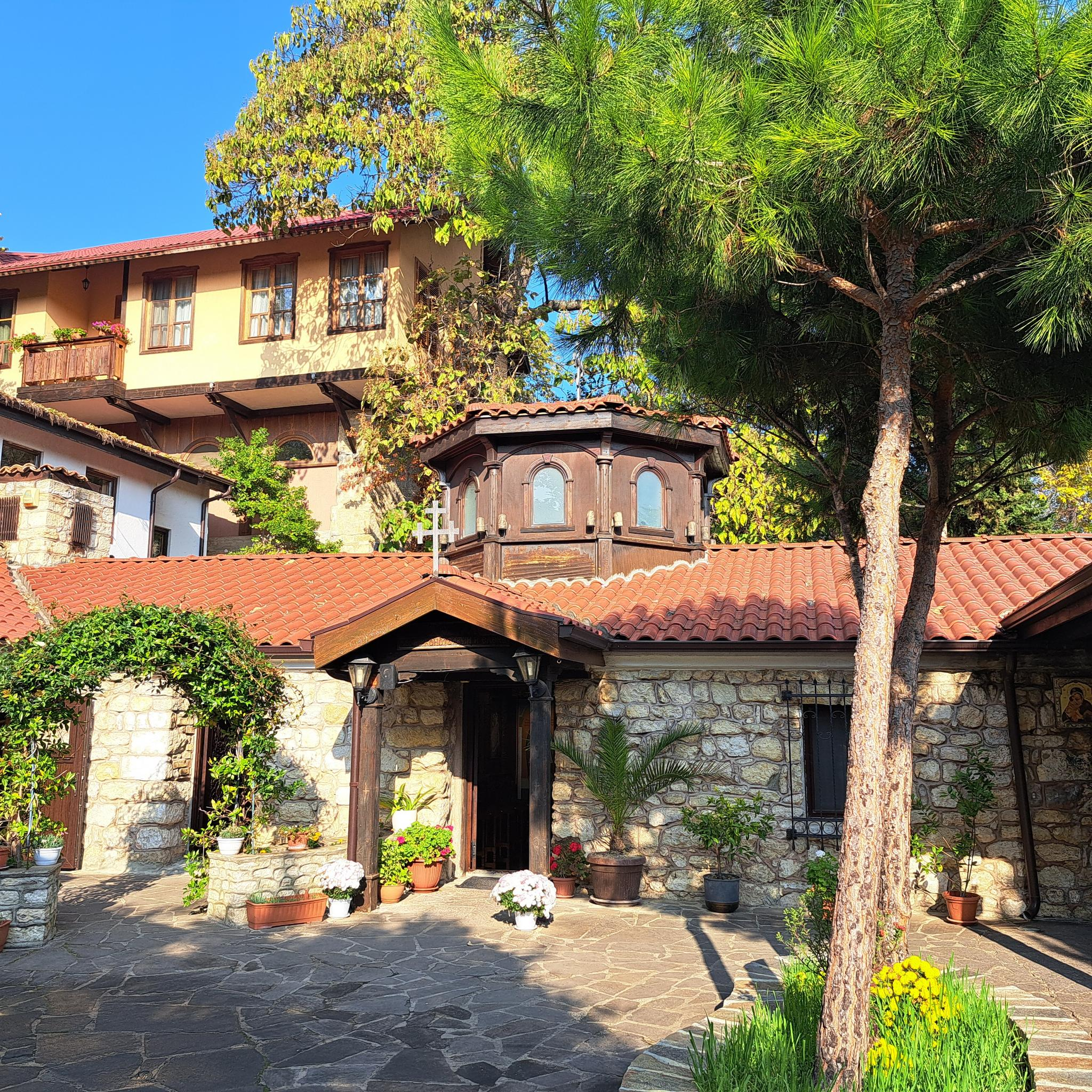
Kloster der Heiligen Konstantin und Helena, Innenhof (2024)

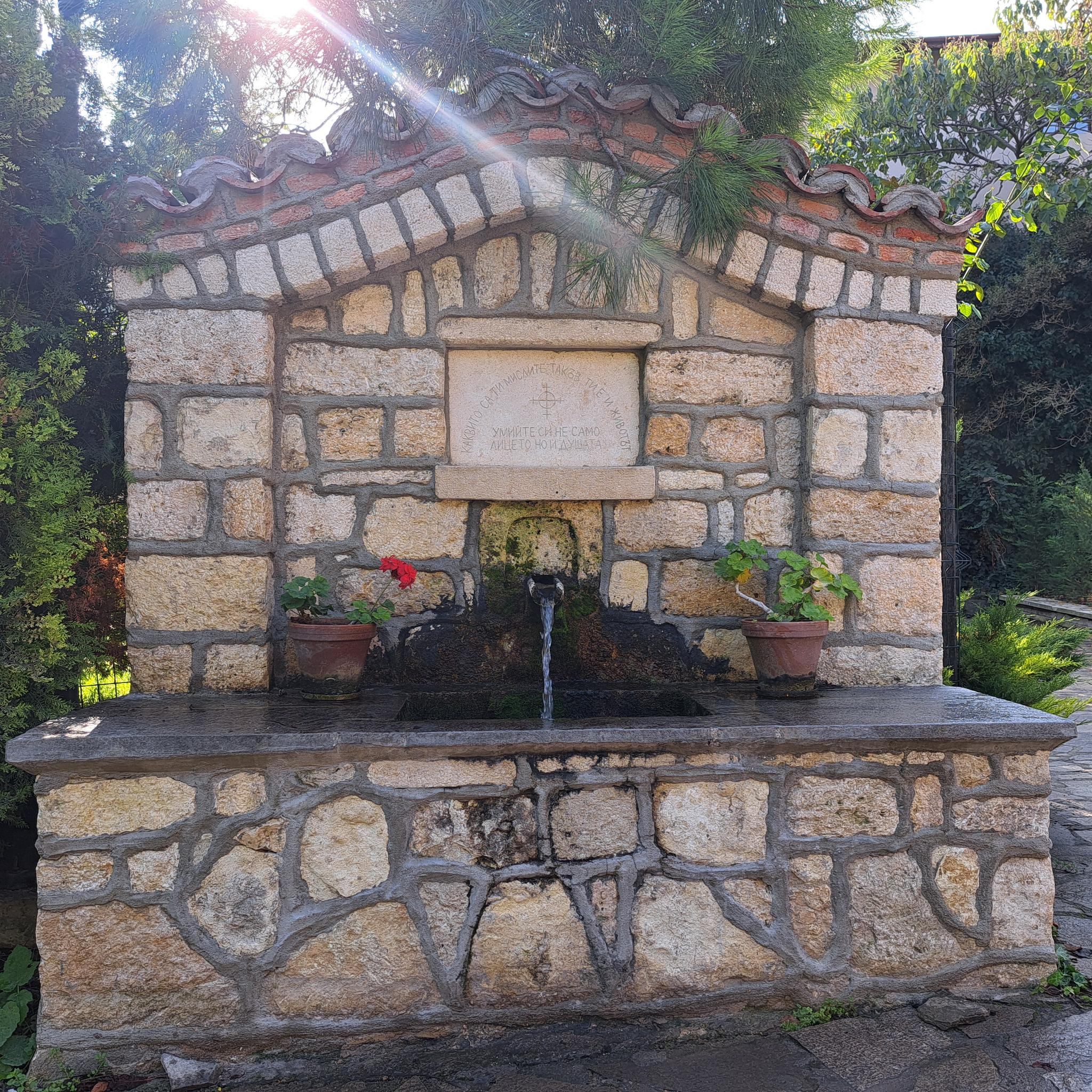
Brunnen mit Heilwasserquelle vor dem Kloster (2024)

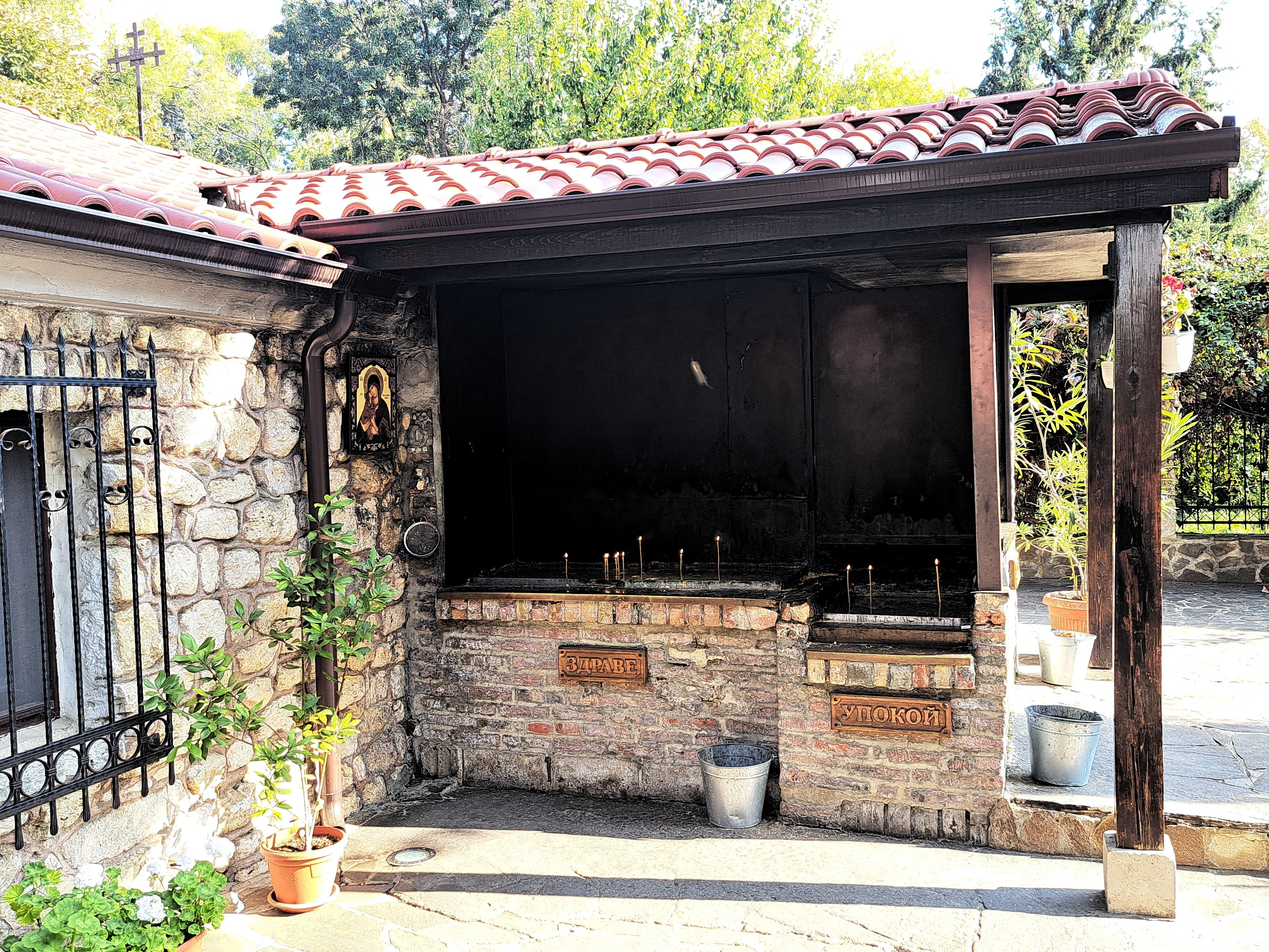
Kerzenaltar im Innenhof des Klosters (2024)

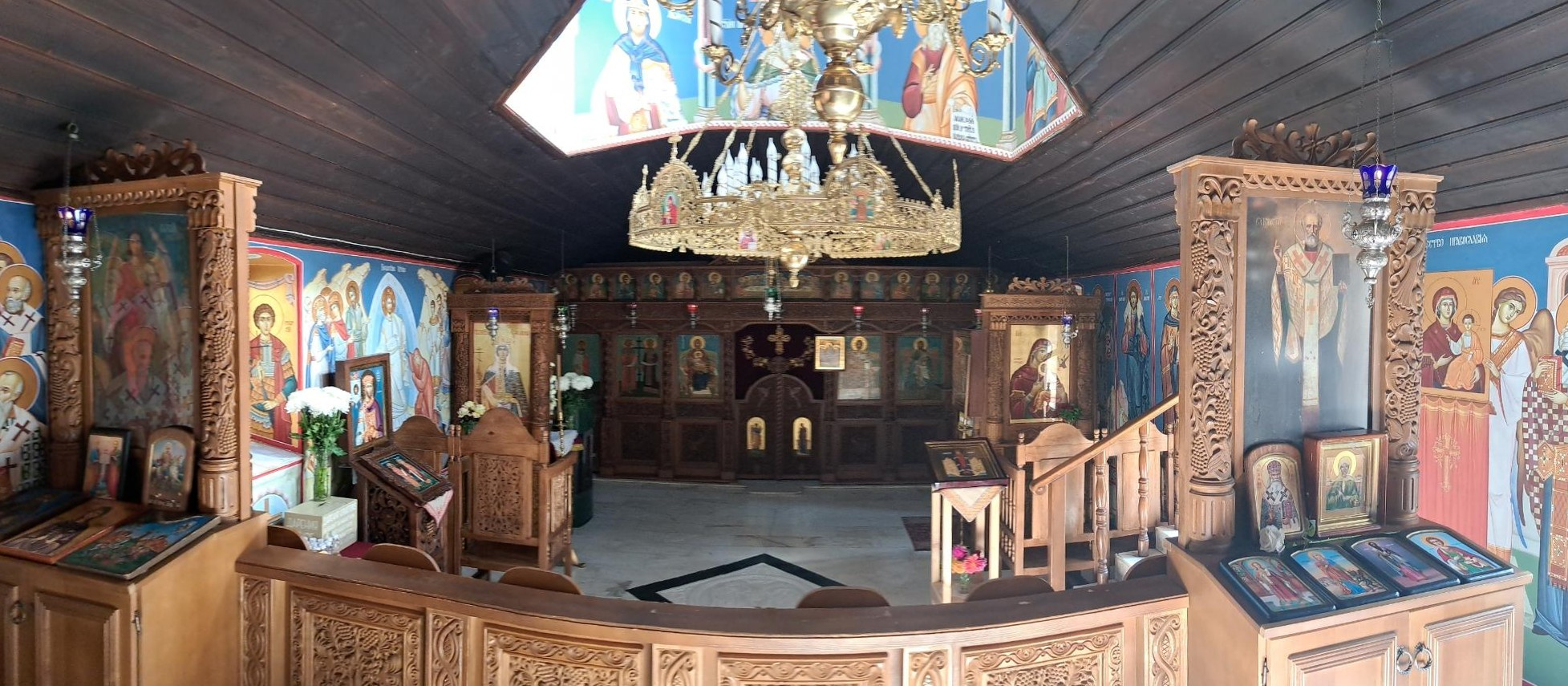
Innenansicht vom Kloster der Heiligen Konstantin und Helena (2024)

Das Kloster der Heiligen Konstantin und Helena (bulgarisch Манастир Св. Св. Константин и Елена/Manastir Sweti Sweti Konstantin i Elena) ist ein bulgarisch-orthodoxes Kloster im Nordosten Bulgariens. Das Kloster ist der Diözese von Warna und Weliki Preslaw unterstellt, verwahrt Gebeine von dem Heiligen Valentin und liegt an einer Wasserquelle.

## Lage
Das Kloster ist in einem Park im Herzen des gleichnamigen Kurorts Sweti Konstantin (deutsch Heiliger Konstantin) gelegen.

## Geschichte
Nach Sagen und Legenden ist das Kloster im 14. bis 16. Jahrhundert gebaut worden. Während der Schlacht bei Warna von Osmanen Kriegern verfolgte Mönche haben im Wald Zuflucht gefunden, wo sich gegenwärtig der Kur- und Urlaubsort befindet. Hier wurde angeblich eine Ikone der Heiligen Konstantin und Helena an einer Heilwasserquelle gefunden.
Die Klostergebäude sind aus Steinen errichtet und gut erhalten. Dreimal wurde das Kloster dreimal renoviert, zunächst 1836, dann ab 1907 und zuletzt 1973. Das Heilwasser wird für Taufen, Wasserweihen und Gottesdienste genutzt.
Unbekannt ist, wer und aus welchen Gründen das Kloster gegründete. Zu jener Zeit war das Kloster von einem dichten, unpassierbaren Wald umgeben und lag in unmittelbarer Nähe zu weiteren heilkräftigen Trinkwasserquellen. In diesem Kontext zu sehen ist auch das unterhalb des Klosters, ca. 300 bis 350 Meter ostsüdöstlich, heute errichtete Thermalbad am Schwarzen Meer.
Während des Krimkrieges (1853 bis 1856) kam es in der Region Warna im Jahre 1854 unter den Expeditionsheeren zu einer Choleraepidemie. Die Einwohner von Warna haben nach Rettung gesucht und verließen ihre Wohnungen, um zeitweise im Gebiet um das Kloster zu leben, wo sie an der frischen Luft waren und das Wasser aus der Heilquelle tranken. Das deutet darauf hin, dass das Kloster noch in der Mitte des 19. Jahrhunderts als ein heilkräftiger Ort geschätzt wurde.
Im Jahre 1836 haben die Brüder Teodosi und Agapi Kantardschiewi aus Weliko Tarnowo das Kloster, das während des Russisch-Türkischen Krieges (1828 bis 1829) Schäden erlitten hat, renoviert und haben es bis zu ihrem Tod im Jahre 1868 gut instand gehalten.
Nach der Befreiung vom Osmanischen Reich im Jahre 1878 wurde 1891 eine Gebiets-Kommission gegründet, die ermitteln sollte, wie das Grundstück des Klosters erworben wurde, und die seine weitere Verwendung und wirtschaftliche Funktion bestimmen sollte. Hintergrund war der Bulgarisch-griechische Kirchenkampf (eine Auseinandersetzung zwischen dem Metropoliten der Kirche von Griechenland und der Bulgarisch-Orthodoxen Kirche). Der Kampf wurde noch während der Bulgarischen Wiedergeburtszeit eingeleitet, um den während der osmanischen Herrschaft gewonnenen Einfluss der griechisch-orthodoxen Kirche in Bulgarien zurückdrängen. Die Kommission kam zu dem Schluss, dass das Grundstück von den einheimischen Christen gestiftet worden sei und dass die meisten Stifter aus dem Dorf Kestritsch (heute Winiza – ein Stadtviertel von Warna) stammten. Bezüglich der weiteren wirtschaftlichen Funktion des Klosters kam man zu dem Schluss, dass dort der Boden nicht fruchtbar sei und dass es sinnlos wäre, ihn für landwirtschaftliche Zwecke zu nutzen. Die Kommission ermittelte zudem, dass das Kloster bis zur Befreiung Bulgariens als eine Bank (Kreditgeber) fungiert habe – es habe Kredite zum Aufbau von Kirchen und Schulen gewährt. Die verliehenen Finanzmittel habe das Kloster durch verschiedene wirtschaftliche Tätigkeit erworben.
Teile der Gebeine von dem Heiligen Valentin werden im Kloster aufbewahrt. Sie wurden 2006 mit dem Segen von Papst Benedikt XVI. dorthin transportiert und somit ist Bulgarien das dritte Land nach Italien und Russland, das Reliquien des Heiligen aufbewahrt. Die Gebeine haben laut Sagen heilende Kräfte und jährlich am 14. Februar versammeln sich viele im Kloster um eine Kerze zu zünden und Kräfte zu tanken. Man erzählt, dass wer vom heiligen Valentins Wasser trinkt, ein zweites Leben leben würde.